# کوه گیمی
کوه گیمی ( به انگلیسی: mount Gimie)بلندترین کوه جزیره سنت لوسیا است. بلندای آن به به ۹۵۰ متر (۳۱۱۷ پا) می‌رسد. این منطقه با جنگل‌های انبوه مناطق استوایی پوشیده شده‌است و در نتیجه فعالیت‌های شدید آتش‌فشانی حدود ۲۰۰٬۰۰۰ تا ۳۰۰٬۰۰۰ سال پیش شکل گرفته‌است. کوه گیمی و بسیاری از کوه‌های پیتونز (دو شاخه آتشفشانی که کوه گیمی به آن تعلق دارد) هنوز آتش‌فشانی هستند.